# شهدخوار چشم‌نواز
شهدخوار چشم‌نواز (نام علمی: Cinnyris coccinigastrus) یک شهدخوار است. شهدخوارها گروهی از پرندگان بسیار کوچک گنجشک‌سان جهان قدیم هستند که عمدتاً از شهد تغذیه می‌کنند، اگرچه حشرات را نیز می‌خورند، به‌ویژه زمانی که به جوجه‌ها غذا می‌دهند.